# Maria della Trinità
Suor Maria della Trinità, al secolo Louisa Jaques (Pretoria, 26 aprile 1901 – Gerusalemme, 25 giugno 1942), è stata una religiosa e mistica sudafricana naturalizzata svizzera.

## Biografia
Louisa Jaques nasce il 26 aprile 1901 in Sudafrica; il padre era Pastore protestante, fondatore della missione in Pretoria e Johannesburg mentre la madre muore dandola alla luce. Crebbe in Svizzera dove ebbe modo di incontrare e ascoltare Adrienne von Speyr. Proprio grazie a tale incontro comprese che nel Signore e nella Chiesa obbedienza e libertà s'incontrano. Passati i venticinque anni divenne cattolica con il desiderio di farsi monaca.
Nel 1938 nel Monastero delle clarisse di Gerusalemme dove scrive il Colloquio interiore. Nella Prefazione Hans Urs von Balthasar sottolinea i tratti della sua spiritualità .
In seguito ad una crisi di tisi, muore a 41 anni, il 25 giugno 1942.
Con editto del 29 novembre 2024 il Patriarca di Gerusalemme dei latini, cardinal Pierbattista Pizzaballa, ha dato inizio alla causa di beatificazione  mentre il 26 aprile 2025 ha aperto la fase diocesana del processo di beatificazione.